# Identitat de Bézout
La identitat de Bézout, anomenada a partir del matemàtic francès Étienne Bézout, és una equació diofàntica lineal. Afirma que si a i b són enters (com a mínim un diferent de zero) amb màxim comú divisor d, llavors existeixen enters x i y tals que
ax + by = d.
Els x i y es poden determinar amb l'algorisme d'Euclides ampliat però no estan determinats unívocament. Aquestes parelles de nombres x i y s'anomenen nombres de Bézout.
Per exemple, el màxim comú divisor de 12 i 42 és 6, i podem escriure
(−3)⋅12 + 1⋅42 = 6
i també
4⋅12 + (−1)⋅42 = 6.
El màxim comú divisor d de a i b és, de fet, l'enter positiu més petit que es pot escriure de la forma ax + by.
La identitat de Bézout és vàlida no només a l'anell dels nombres enters, sinó també en qualsevol altre anell principal. Si A és principal, a i b són elements de A i d és el màxim comú divisor de a i b,
llavors existeixen elements x, y de A tals que xa + yb = d. El motiu és que l'ideal Aa + Ab és principal i igual a Ad.